# Josef Gregorig
Josef Gregorig (* 27. April 1846 in Bisamberg, Niederösterreich ; † 2. Juli 1909 in Maria Enzersdorf) war ein christlichsozialer Wiener Politiker und als solcher Mitglied des Gemeinderats (1889–1908) sowie des Reichsrates (1897–1907).
Gregorig war von Beruf „Pfaidler“ (Hemdenerzeuger) und Geschäftsinhaber in Wien (Mariahilfer Straße 24). Er war ein Anhänger Karl Luegers und des Antisemiten Ernst Schneider. Der Schutz des Kleingewerbes vor der großbetrieblichen Konkurrenz der Industrie und der Warenhäuser war ihm ein besonderes Anliegen; er vertrat diese Intention auch mit massiven Äußerungen des Antisemitismus, etwa im Konflikt um die Ausbaupläne beim Warenhaus Rothberger. Nach dem Zerwürfnis mit den Christlichsozialen gründete er den „Bund der Antisemiten“, dessen Vorsitzender er bis 1904 war.
In der Reichsratssitzung am 16. November 1899 propagierte er die Ritualmordlegende. Ebenfalls in einer Reichsratsdebatte sagte er die hohen Preise für Brot und Kunstdünger seien auf „Judenschwindel“ zurückzuführen. Weiters sagte er „Ich würde es sehr gerne sehen, wenn die ganzen Juden in Kunstdünger vermahlen würden... (Heiterkeit bei den Parteigenossen), es würde mich das sehr freuen. [...] Wenn Sie jetzt hingehen und hängen 3000 Börsejuden heute noch auf, haben Sie morgen das Getreide billiger. Tun Sie das, es ist die einzige Lösung der Brotfrage. (Beifall seitens der Parteigenossen. — Heiterkeit.)“
Besondere öffentliche Aufmerksamkeit erregte über Jahre ein von Gregorig angestrengter Ehrenbeleidigungsprozess gegen eine jüdische Prostituierte, genannt Aschanti, die gegenüber Dritten Gregorig als jenen Mann identifiziert hatte, den sie 1896 bei einem Maskenball im Hotel Wimberger (Neubaugürtel 34, Wien-Rudolfsheim-Fünfhaus bzw., ab 1. Juli 1905, Wien-Neubau) in einem Chambre séparée getroffen und der sie bei dieser Zusammenkunft mit Sodawasser aus einer Siphonflasche unsittlich besprüht habe. Der Prozess, der auf Seiten des Klägers und dessen Sympathisanten für antisemitische Argumente genutzt wurde, endete Anfang Februar 1899 mit einem Freispruch für die Angeklagte.